# Шатонёф, Ги де Рьё
Ги де Рьё, виконт де Донж, сеньор де Шатонёф (Guy de Rieux, vicomte de Donges, seigneur de Châteauneuf) (? - 12 февраля 1591)

## Биография
Генеральный наместник Бретани, губернатор г. Бреста.

Во время 1-й религиозной войны служил знаменосцем в роте маркиза д’Эльбёфа.

## Семья
- Отец: Жан де Рьё, сеньор де Шатонёф, де Сурдак
- Мать: Беатрис де Жоншер, мадам де ла Перрьер-ан-Анжу
- Жена: (1) Анна дю Шатель, мадам де Марс де Коэтви (2) Мадлен д’Эпинэй